# Арутюнян, Кристине
Кристине Арутюнян (18 мая 1991; Гюмри) — армянский легкоатлет специализирующийся на метании копья. Многократная чемпионка и рекордсменка Армении. Участница олимпийских игр 2012 года. Мастер спорта международного класса.

## Биография
Кристине Арутюнян родилась 18 мая 1991 года в армянском городе Ванадзор. Метанием копья занимается с 2005 года. Личными тренерами спортсменки являются россиянин Иван Сафонов, и директор гюмрийской детско-юношеской спортивной школы Яша Егиазарян.
Первый успех пришел к армянской спортсменке в 2006 году на юниорском «Кубке городов Кавказа» в Сочи, где она заняла третье место. В 2009 году Кристине Арутюнян выигрывает чемпионат Армении. Спустя два года, в 2011 году, на чемпионате Европы (3-й дивизион) в столице Исландии Рейкьявике заняла третье место метнув копье на  48.-02 м, тем самым установив рекорд Армении. 
В 2012 году еа чемпионате Европы в Финляндии с результатом  45.83 м, заняла последнее месте. В группе А Кристине Арутюнян превысила квалификационный минимум в 60 м. С результатом 61.84 м. она победила саму Веру Ребрик. В июле того же года, на состоявшемся  открытом первенстве Франции заняла 2 место. Спустя некоторое время, на открытом первенстве России в Сочи Кристине Арутюнян метнула копье на 59.12 м., тем самым превысив необходимый для квалификации на Олимпийские игры результат на 12 см

## Прогресс по годам
| Сезон | Результат | Место установления | Дата установления |
| ----- | --------- | ------------------ | ----------------- |
| 2011  | 48.02     | Рейкьявик          | 18.06.2011        |
| 2012  | 59.12     | Адлер              | 21.04.2012        |

## Результаты крупных международных турниров
| Год  | Соревнование                          | Место проведения     | Место                     | Результат | Примечание       |
| ---- | ------------------------------------- | -------------------- | ------------------------- | --------- | ---------------- |
| 2011 | 12th European Cup Winter Throwing     | Бар                  | 12-е место в квалификации | 44.87     | не вышел в финал |
| 2012 | 21st European Athletics Championships | Хельсинки; Финляндия | 12-е                      | 45.83     |                  |

## Достижения
- 2006 — третье место на турнире «Кубке городов Кавказа»
- 2009 — Победительница чемпионата Армении
- 2011 — третье место на первенстве Европы третьего дивизиона
- 2012 — второе место на открытом первенстве Франции